# Unión de Progreso
Unión de Progreso är en ort i Mexiko.   Den ligger i kommunen Charo och delstaten Michoacán de Ocampo, i den södra delen av landet, 200 km väster om huvudstaden Mexico City. Unión de Progreso ligger 2 008 meter över havet och antalet invånare är 893.
Terrängen runt Unión de Progreso är varierad. Runt Unión de Progreso är det ganska tätbefolkat, med 62 invånare per kvadratkilometer. Närmaste större samhälle är Morelia, 14,6 km väster om Unión de Progreso. I omgivningarna runt Unión de Progreso växer i huvudsak blandskog.